# Boopis raffaellii
Boopis raffaellii är en calyceraväxtart som beskrevs av Carlos Luis Spegazzini. Boopis raffaellii ingår i släktet Boopis och familjen calyceraväxter. Inga underarter finns listade i Catalogue of Life.